# 퀴디치 (스포츠)
퀴디치(Quidditch), 또는 쿼드볼(Quadball)은 J. K. 롤링의 소설 《해리 포터》 시리즈 속 스포츠 퀴디치에서 유래한 스포츠로, 각각 일곱 명으로 구성된 두 팀이 빗자루에 올라탄 채 겨루는 구기 종목이다. 2005년에 처음 만들어진 이 스포츠는 짧은 역사에도 불구하고 세계 각국으로 점차 확산되고 있다.
퀴디치(Quidditch)라는 명칭에서 점차 쿼드볼이라는 명칭으로 바뀌고 있다. 이는 소설 원작자 롤링이 트랜스포비아 발언을 하여 비판을 받았으며 《해리 포터》와 거리를 두고 워너브라더스가 퀴디치라는 상표권을 보유하고 있기 때문에 2022년 7월부터 일부 지역을 시작으로 쿼드볼이라고 종목 명칭을 변경하는 중이다.

## 역사
퀴디치는 2005년 버몬트의 미들베리대학교(Middlebury College in Middlebury, Vermont)의 두 학생(Xander Manshel과 Alex Benepe)에 의해 처음 만들어졌다. 
미국에서 시작된 이 스포츠는 2009년 캐나다로 전파되면서 다른 국가로 확산되기 시작했으며, 이후 오스트레일리아, 영국, 프랑스 , 이탈리아, 스페인, 벨기에, 네덜란드, 멕시코, 아르헨티나, 브라질, 말레이시아, 중국, 남아프리카공화국, 우간다, 필리핀, 베트남 등의 국가들로 확산되었다. 대한민국에도 서울대, 청주교대에 만들어졌다.
2022년 7월부터 미국, 캐나다, 영국을 시작으로 명칭이 "퀴디치"(Quidditch)에서 "쿼드볼"(Quadball)로 변경되기 시작했다. 소설 원작자인 J. K. 롤링의 트랜스포비아 발언을 잇따라 하면서 그와 거리를 두고 트랜스젠더 커뮤니티와의 연대를 표하기 위함이다.